# 黄花大苞姜
黄花大苞姜（学名：Caulokaempferia coenobialis）为姜科大苞姜属下的一个种。